# Erboristeria

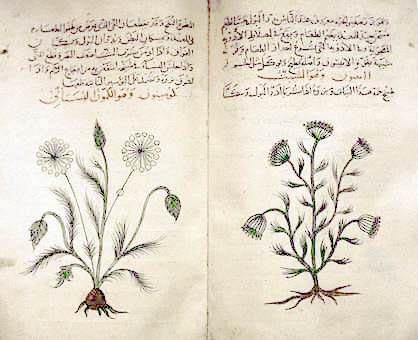
Pedanius Dioscorides: De Materia Medica, ca. 1334 copia in Arabo, descrive effetti terapeutici di Carum carvi (cumino) e Anethum graveolens.

L'erboristeria (dal fr. herboristerie) comprende sia la raccolta di piante aromatiche e medicinali, spontanee o coltivate, che la preparazione e il commercio di quanto da loro ottenuto con finalità terapeutiche, alimentari o ricreative, e impiegato in medicina, in liquoreria, in profumeria e nelle industrie dolciarie. Il termine indica anche l'insieme delle conoscenze botaniche e farmacologiche utili per esercitare l'attività di erborista e, per analogia, il negozio dedicato alla vendita dei relativi prodotti.

## Storia
Gli essere viventi, non solo l'umanità, impiegano da sempre per il proprio sostentamento piante che si trovano in natura; testimonianza ne è la presenza di resti di piante all'interno di antiche tombe come, per esempio in Iraq, in un sarcofago di 60.000 anni fa si sono trovate 8 diverse piante medicinali. Le conoscenze erboristiche venivano trasmesse oralmente da una generazione all'altra. Fu nel 1550 a.C. che comparvero i primi scritti; il più antico è il Papiro Ebers che, assieme a incantesimi e magie, elenca molte piante con consigli per il loro utilizzo. Nel IV secolo a.C. Aristotele sosteneva che le piante possedevano un'anima.
Con Ippocrate (460 a.C.), considerato spesso il padre della medicina, la scienza cominciò a separarsi dalla magia. Una delle teorie più antiche, per esempio, abbinava gli effetti benefici delle piante al loro colore, ad esempio rosso per i disturbi circolatori, giallo per i disturbi epatici e renali, ecc. Le scienze erboristiche si sono sviluppate e perfezionate molto in Oriente attraverso la medicina tradizionale cinese. In tempi moderni gli sciamani dell'Amazzonia e i guaritori della Steppa preparano decotti, impacchi, unguenti e pozioni per curare i malati.
Esistono diverse tradizioni in campoerboristico:
- La tradizione popolare del mondo occidentale, basata sull'esperienza greca e quella romana;
- La tradizione ayurvedica indiana;
- La medicina tradizionale cinese.

Questo patrimonio culturale, iniziato con l'uso sperimentale delle piante da parte delle popolazioni primitive, è utilizzato dalla scienza moderna che, con i suoi mezzi di ricerca atti ad isolare i principi attivi e ad individuare i meccanismi d'azione delle erbe, impiega in campo farmacologico queste bagaglio culturale.

## Erboristeria tradizionale
Un tempo, attraverso rimedi casalinghi popolari tramandati di generazione in generazione, venivano coltivate spezie ed erbe medicinali. Si utilizzavano le piante sia fresche che essiccate, estraendone le sostanze con procedimenti di infusione in vino o grappa. Preparazioni galeniche sofisticate venivano preparate da persone specializzate o farmacisti. I loro fornitori erano erboristi che raccoglievano piante medicinali, a volte coltivate ma per lo più spontanee. Le tradizioni erboristiche tramandate oralmente sono tutt'oggi ricorrenti, specialmente tra gli anziani, anche se sono state in gran parte sostituite dalla medicina come la conosciamo oggi.

## Evoluzione e affermazione
L'erboristeria è stata modernizzata parallelamente all'industrializzazione. La raccolta di piante spontanee è stata sostituita da coltivazioni agricole specializzate in erbe e medicinali.
Negli anni Ottanta del Novecento, soprattutto in Inghilterra, l'erboristeria ha ottenuto una grande popolarità. Vennero aperti molti "herbal shop", negozi specializzati che pian piano hanno preso piede in tutto il mondo.
In Italia il primo decreto legge riguardante i prodotti erboristici risale al 1931. Esso riguarda la coltivazione, la raccolta e il commercio delle piante officinali e fornisce indicazioni sulla formazione necessaria per la professione di erborista, che oggi può essere intrapresa solo con una laurea triennale in tecniche erboristiche  dopo il rilascio di un'autorizzazione commerciale.
La FEI (Federazione Erboristi Italiani) si occupa di tutelare chi intraprende la professione e tiene e aggiorna un registro degli erboristi diplomati .
I prodotti erboristici provengono dalle industrie
- alimentari
- cosmetiche
- erboristiche
- farmaceutiche

L'industria li elabora in:
- integratori alimentari
- prodotti nutraceutici
- cosmetici naturali
- farmaci erboristici non sintetizzati

## Fitoterapia
La fitoterapia era ed è, da sempre, una forma terapeutica. È adottata da medici, farmacisti, dietisti, naturopati, veterinari, terapisti alternativi e complementari. Prodotti industrialmente fabbricati sono reperibili nelle erboristerie, in parte nelle farmacie, e alcuni a carattere alimentare in supermercati biologici, specifici per celiaci ecc.
I prodotti erboristici oltre a curare, alleviare disturbi, dolori, stress, ansia, aumentare la concentrazione, combattere la forfora, alleviare irritazioni e infiammazioni endogene e esogene, integrare nutrienti che soggetti allergici o intolleranti non riescono a integrare, ecc. vengono utilizzati anche in modo preventivo.
La Fitoterapia è la disciplina medica che si serve delle piante e dei loro derivati per scopi medico-terapeutici.
Tanti farmaci (si stima ca. 1/3, con tendenza all'aumento) si basano originalmente su sostanze sintetizzate da piante e non in laboratorio. In tempi remoti, i medici oltre far capo agli erbari si servivano di elenchi di piante con i corrispettivi effetti terapeutici.
L'erbario medicinale è la raccolta di specie spontanee e coltivate di interesse erboristico.

## Fitogalenica
Il nome proviene dal nome del medico Galenus. Con galenica si intende la preparazione di farmaci(dal greco "φαρμακόv" che vuol dire "veleno") e rimedi partendo da droghe grezze o sostanze chimiche e sostanze ausiliarie. Erano e sono ancora preparazioni di galenica tradizionale, l'arte di speziali e farmacisti.
Da circa cento anni si usano delle tabelle correlative tra gruppi di principi attivi e piante che li contengono.
La FU (Farmacopea Ufficiale), è un codice merceologico di farmaci, eccipienti, veicolanti ed additivi che include anche la descrizione delle metodiche analitiche (espletate nella fitogalenica). La farmacopea attualmente in vigore è la FU XII.
L'erborista consultando il suddetto manuale opera nel suo laboratorio galenico, la produzione di alcuni prodotti erboristici.
La galenica fitoterapica richiede grande cautela ed esperienza nel calcolare e prevedere la quantità di principio attivo contenuto nelle piante o parti di piante utilizzate. Difatti questa può variare sensibilmente a seconda di vari fattori come terreno di coltivazione e suoi nutrienti presenti, luce, Ph, temperatura, perturbazioni atmosferiche, metodo di raccolta, tempo balsamico della pianta, modalità di produzione e controllo, conservazione.
Per la produzione di rimedi fitoterapici vengono utilizzati metodi come: essiccazione, polverizzazione, decozione, infusione, spremitura, filtrazione, ultrasuoni (per estrarre più facilmente principi attivi, ad esempio dalle bucce), colture cellulari, incapsulazione, percolazione, ecc.
I prodotti finiti sono: tisane, decotti, tinture, estratti liquidi, molli e secchi, enoliti, oleoliti, succhi, essenze, profumi, creme, emulsioni, geli, saponi classici e specifici, solari, integratori,  ecc
Gli apparecchi utilizzati per la produzione sono: alambicco, molino a rulli, a coltello, a pale o ad energia fluida, liofilizzatore, rotavapor, centrifuga, vibrosetacciatore, ecc